# Oberuckersee (lago)
L'Oberuckersee (letteralmente: "lago superiore dell'Ucker", in contrapposizione al vicino Unteruckersee – "lago inferiore dell'Ucker") è un lago sito nel Land tedesco del Brandeburgo, nella regione dell'Uckermark.
Il lago è formato dal fiume Ucker e dà il nome al comune di Oberuckersee.